# Nicklas Maripuu
Erik Nicklas Maripuu, född 2 mars 1992 i Backa församling i Göteborg, är en svensk fotbollsspelare som spelar för Vasalunds IF. Han har tidigare även spelat innebandy för AIK, där han var med och tog SM-guld.

## Karriär
Maripuus moderklubb är AIK. Den 11 juli 2012 lånades Maripuu ut till Superettan-klubben Umeå FC. Under 2013 var han utlånad till GIF Sundsvall.
Den 13 februari 2015 blev Maripuu klar för Uppsalaklubben IK Sirius.
I juni 2016 gick Maripuu till amerikanska Jacksonville Armada. I december 2017 värvades Maripuu av IFK Mariehamn. I februari 2019 skrev han på för Akropolis IF.
I december 2020 värvades Maripuu av Degerfors IF, där han skrev på ett tvåårskontrakt.
I december 2021 blev Maripuu klar för Superettalaget IF Brommapojkarna. I januari 2023 skrev han på för Vasalunds IF.

## Övrigt
- Maripuu har även tagit ett SM-guld med AIK:s innebandylag.[11]